# Яйич, Душан
Душан Яйич (швед. Dušan Jajić; 4 июля 1998 года, Стокгольм, Швеция) — шведский футболист, полузащитник клуба «Вестерос».

## Клубная карьера
Родился в пригороде Стокгольма и тренировался в родном городе. Первые шаги делал в академии «Ханинге», в котором и дебютировал в третьем по силе шведском дивизионе в возрасте 15 лет. Сразу после этого сообщалось об интересе к игроку со стороны «Арсенала» и «Аталанты».
Зимой 2015 года поехал на сборы с «Хаммарбю» и в марте заключил с клубом трёхлетний контракт. 2 октября 2015 года Душан дебютировал в шведском чемпионате в поединке против «Отвидаберга», заменив на 89-й минуте Фредерика Торстейнбё. Всего в шведском чемпионате Душан на данный момент 3 игры.

## Карьера в сборной
Душан Яйич был одним из центральных игроков юношеской сборной Швеции до 17 лет, в которую он привлекался ещё в 15 лет.